# Льо Доа
Льо Доа (на виетнамски: Lê Hữu Đào; 19 август 1922 г. – 31 август 2008 г.) е военен музикант, удостоен със званието заслужил артист през 1984 г. и народен артист през 1993 г.

## Биография и кариера
От детството си Льо Доа е запален по музиката.
Има син, който загива през пролетната офанзива на Мау Тан през 1968 г. на бойното поле на Военен регион 9, тялото му не е намерено.
Умира на 31 август 2008 г. в Кан Тхо.

## Награди
- Заслужил артист (1984)
- Народен артист (1993)